# Élections à l'Assemblée de Madrid de mai 2003
Les élections à l'Assemblée de Madrid de mai 2003 (en espagnol : Elecciones a la Asamblea de Madrid de mayo de 2003) se sont tenues le dimanche 25 mai 2003, afin d'élire les cent onze députés de la sixième législature de l'Assemblée de Madrid.
Le scrutin voit le Parti populaire de Madrid (PPM) perdre de justesse sa majorité absolue, mais deux défections au sein de la Fédération socialiste madrilène-PSOE (FSM-PSOE) bloquent le fonctionnement de l'Assemblée de Madrid, qui se trouve rapidement dissoute sans avoir exercé ses prérogatives.

## Contexte
La Communauté de Madrid est depuis 1993 un fief du Parti populaire (PP), le principal parti du centre droit espagnol.
Au cours des élections autonomiques du 13 juin 1999, le Parti populaire de Madrid remporte en effet 52,1 % des voix et 55 députés sur 102. C'est la première fois qu'une force politique enchaîne deux majorités absolues à l'Assemblée de Madrid. Bien que maintenue dans l'opposition avec ses 37,2 % des voix et 39 sièges, la Fédération socialiste madrilène-PSOE repasse la barre des 900 000 suffrages pour la première fois depuis 1987. C'est la Gauche unie qui en fait les frais, puisqu'elle perd 265 000 voix et doit se contenter de 7,9 % et 8 élus.
La situation s'est dupliquée au conseil municipal de Madrid : la liste du PP vire en tête avec 49,5 %, tandis que celle du PSOE se redressent nettement, passant de 28 % en 1995 à 36 %. C'est donc encore une fois IU qui subit cette performance socialiste, chutant de 15,6 % à 8,7 %.
Les élections législatives du 12 mars 2000 vont également dans ce sens d'une domination du Parti populaire sur le paysage politique et d'un recul très net de la Gauche unie. Les conservateurs engrangent 52,5 % des voix et 19 des 34 sièges au Congrès des députés, soit une hausse de trois points et deux sièges. Tandis que les socialistes, avec 33 % et 12 élus, stagnent, l'extrême-gauche chute à 9 % et 3 députés, ce qui correspond à une division par deux de son score de 1996.

## Mode de scrutin
L'Assemblée de Madrid (en espagnol : Asamblea de Madrid) se compose de 111 députés, élus pour un mandat de quatre ans au suffrage universel direct, suivant le scrutin proportionnel à la plus forte moyenne d'Hondt. Le nombre d'élus n'est pas fixe puisque le statut d'autonomie prévoit que chaque député représente 50 000 habitants.
La Communauté de Madrid constitue une circonscription unique. Seules les forces politiques – partis, coalitions, indépendants – ayant remporté au moins 5 % des suffrages exprimés au niveau du territoire régional participent à la répartition des sièges.

## Partis et têtes de liste
| Formation politique | Formation politique                                                       | Tête de liste                               | Idéologie                                                      | Score en 1999              |
| ------------------- | ------------------------------------------------------------------------- | ------------------------------------------- | -------------------------------------------------------------- | -------------------------- |
|                     | Parti populaire de Madrid Partido Popular de Madrid                       | Esperanza Aguirre                           | Centre droit Conservatisme, démocratie chrétienne, libéralisme | 52,1 % des voix 55 députés |
|                     | Fédération socialiste madrilène-PSOE Federación Socialista Madrileña-PSOE | Rafael Simancas                             | Centre gauche Social-démocratie, progressisme                  | 37,2 % des voix 39 députés |
|                     | Gauche unie Izquierda Unida                                               | Fausto Fernández Maire de Rivas-Vaciamadrid | Gauche Communisme, républicanisme                              | 7,9 % des voix 8 députés   |

## Résultats

### Scores
|                          |                                             |           |       |      |        |               |  |  |  |  |  |  |  |  |
| Parti                    | Parti                                       | Voix      | %     | +/-  | Sièges | +/-           |  |  |  |  |  |  |  |  |
|                          | Parti populaire (PP)                        | 1 429 890 | 46,67 | 4,40 | 55     | en stagnation |  |  |  |  |  |  |  |  |
|                          | Parti socialiste ouvrier espagnol (PSOE)    | 1 225 390 | 39,99 | 3,56 | 47     | 8             |  |  |  |  |  |  |  |  |
|                          | Gauche unie (IU)                            | 235 428   | 7,68  | 0,01 | 9      | 1             |  |  |  |  |  |  |  |  |
|                          | Les Verts (LV)                              | 42 322    | 1,38  | 0,69 | 0      | en stagnation |  |  |  |  |  |  |  |  |
|                          | Les Verts de la Communauté de Madrid (LVCM) | 28 207    | 0,92  | Nv.  | 0      | en stagnation |  |  |  |  |  |  |  |  |
|                          | Centre démocratique et social (CDS)         | 6 696     | 0,22  | 0,10 | 0      | en stagnation |  |  |  |  |  |  |  |  |
|                          | La Phalange (FE)                            | 4 047     | 0,13  | 0,02 | 0      | en stagnation |  |  |  |  |  |  |  |  |
|                          | Parti Famille et Vie (PFyV)                 | 3 994     | 0,13  | Nv.  | 0      | en stagnation |  |  |  |  |  |  |  |  |
|                          | Parti démocrate espagnol (PADE)             | 3 533     | 0,12  | 0,02 | 0      | en stagnation |  |  |  |  |  |  |  |  |
|                          | Démocratie nationale (DN)                   | 3 285     | 0,11  | Nv.  | 0      | en stagnation |  |  |  |  |  |  |  |  |
|                          | Autres partis                               | 20 346    | 0,66  | -    | 0      | -             |  |  |  |  |  |  |  |  |
|                          | Vote blanc                                  | 60 942    | 1,99  | 0,11 |        |               |  |  |  |  |  |  |  |  |
|                          |                                             |           |       |      |        |               |  |  |  |  |  |  |  |  |
| Suffrages exprimés       | Suffrages exprimés                          | 3 064 080 | 99,55 |      |        |               |  |  |  |  |  |  |  |  |
| Votes nuls               | Votes nuls                                  | 13 972    | 0,45  |      |        |               |  |  |  |  |  |  |  |  |
| Total                    | Total                                       | 3 078 052 | 100   | -    | 111    | 9             |  |  |  |  |  |  |  |  |
| Abstention               | Abstention                                  | 1 365 481 | 30,73 |      |        |               |  |  |  |  |  |  |  |  |
| Inscrits / participation | Inscrits / participation                    | 4 443 533 | 69,27 |      |        |               |  |  |  |  |  |  |  |  |

### Analyse
Ce scrutin – dernier test national avant les élections législatives du 14 mars 2004 et le retrait de la vie politique du président du gouvernement d'Espagne José María Aznar, voit 472 000 citoyens de plus qu'en 1999 accomplir leur devoir civique.
Cette forte mobilisation ne profite pas au Parti populaire de Madrid, qui progresse de seulement 105 000 suffrages et stagne en sièges, alors que l'Assemblée de Madrid – en vertu de son statut d'autonomie – gagne 9 élus. En conséquence, après huit années de domination sans partage sur la scène politique régionale, le PPM perd sa majorité absolue en voix et sièges. À l'inverse, la Fédération socialiste madrilène-PSOE est la vainqueur de ce scrutin : en hausse de 281 000 voix, elle établit son record régional, repassant le million de suffrages et les 45 sièges, une performance qu'elle n'avait réussi qu'en 1983. Elle capte ainsi 8 des 9 nouveaux sièges de parlementaire créés pour ce scrutin. Avec la petite montée de la Gauche unie, qui engrange un élu et 36 000 suffrages, l'opposition de gauche cumule 56 députés et 48,64 % des suffrages exprimés.

### Conséquences
Alors que la gauche dispose d'une courte majorité, deux députés socialistes – Eduardo Tamayo et María Teresa Sáez – abandonnent la session constitutive du 10 juin et permettent l'élection de la conservatrice Concepción Dancausa à la présidence de l'Assemblée. Tamayo justifie leur attitude par le refus de voir se former une coalition entre la FSM-PSOE et IU. Exclus du PSOE, ils passent chez les non-inscrits.
Cette crise politique conduit à l'absence de candidatures lors de la session d'investiture organisée trois jours plus tard. Alberto Ruiz-Gallardón, devenu maire de Madrid, exerce l'intérim de la direction du gouvernement. Finalement, l'Assemblée de Madrid est dissoute le 30 août et de nouvelles élections sont convoquées en octobre.